# 이지연 (가수)
이지연(한국 한자: 李芝娟, 본명: 이진영, 1970년 10월 31일~ )은 대한민국의 가수이자 기업가다.
1987년말 당시 여고생의 나이로 〈그 이유가 내겐 아픔이었네〉로 가요계에 데뷔해 특히 남성팬들에게 많은 사랑을 받았다. 그녀는 데뷔 당시 유현상과 작업을 하면서 김완선, 김명철, 문희옥 등과 함께 가수 겸 80년대 하이틴 가수로 떠올랐다. 하이틴 가수로서는 후발주자로서 김완선과, 1988년 여자 신인상 경쟁자로서는 이상은과 라이벌 구도를 이루며 상당한 인기를 누렸다.
1988년에는 〈난 아직 사랑을 몰라〉가 사랑을 받았는데 이 노래는 2004년 영화 어린 신부 OST에 실려 문근영이 리메이크해 현재 세대에 많이 알려 졌다.
1989년에는 2집 앨범에 실린 〈바람아 멈추어다오〉가 큰 사랑을 받게 된다. 후에 장나라, 김혜수, 러브홀릭에 의해 다시 리메이크되기도 했다. 이지연은 이 때를 정점으로 최고의 인기를 누리게 되는 하이틴 스타로 발돋움했다. 그러나 각종 루머로 심한 마음고생을 했고 1990년 3집 활동 이후 잠적하여 미국에서 결혼을 했다.
1992년 한국으로 귀국해 4집을 발표하며 컴백을 시도했으나 실패, 다시 미국으로 건너갔고 이후에는 결혼생활 소식만이 이따금씩 전해졌다.
2008년 이혼 후 요리사로 변신해 리츠칼튼 호텔 출신의 요리사 코디 테일러와 함께 미국 조지아주 애틀랜타에서 바비큐 전문 식당을 직접 운영하고 있다.

## 학력
- 사당초등학교 (졸업)
- 서문여자중학교 (졸업)
- 경복여자상업고등학교 (졸업)
- 서울예술전문대학 방송연예과 (졸업)

## 음반
- 2017년 《연민》 -Digital Single-
- 1992년 《삶은 한번 뿐인 걸요》
- 1990년 《늦지않았어요》
- 1989년 《바람아 멈추어 다오》
- 1988년 《그 이유가 내겐 아픔이었네/ 난 사랑을 아직 몰라》

## CF
- 1988년 해태제과 써니텐
- 1988년 해태제과 보텐
- 1988년 해태제과 브라보콘
- 1989년 빙그레 요플레
- 1989년 삼성전자 마이마이
- 1989년 스마트광학 안경

## 수상경력
- 1989년 MBC 10대 가수 가요제 10대 가수상
- 1989년 KBS 가요대상 본상
- 1988년 KBS 가요대상 신인가수상

### 가요 프로그램 1위
| 연도           | 수상 내역(총 5회) |
| -------------- | --- |
| 1989년(총 5회) | - 바람아 멈추어다오(총 5회) - 3월 26일 KBS 《가요톱텐》 1위 - 4월 2일 KBS 《가요톱텐》 1위 - 4월 9일 KBS 《가요톱텐》 1위 - 4월 16일 KBS 《가요톱텐》 1위 - 4월 23일 KBS 《가요톱텐》 1위(5주 연속 1위로 골든컵 수상) |

## 같이 보기
- 김완선
- 강수지
- 김명철